# Leucandra tropica
Leucandra tropica är en svampdjursart som beskrevs av Tanita 1943. Leucandra tropica ingår i släktet Leucandra och familjen Grantiidae.
Artens utbredningsområde är havet kring Japan. Inga underarter finns listade i Catalogue of Life.